# 達蓋爾冰川
65°7′S 63°25′W / 65.117°S 63.417°W

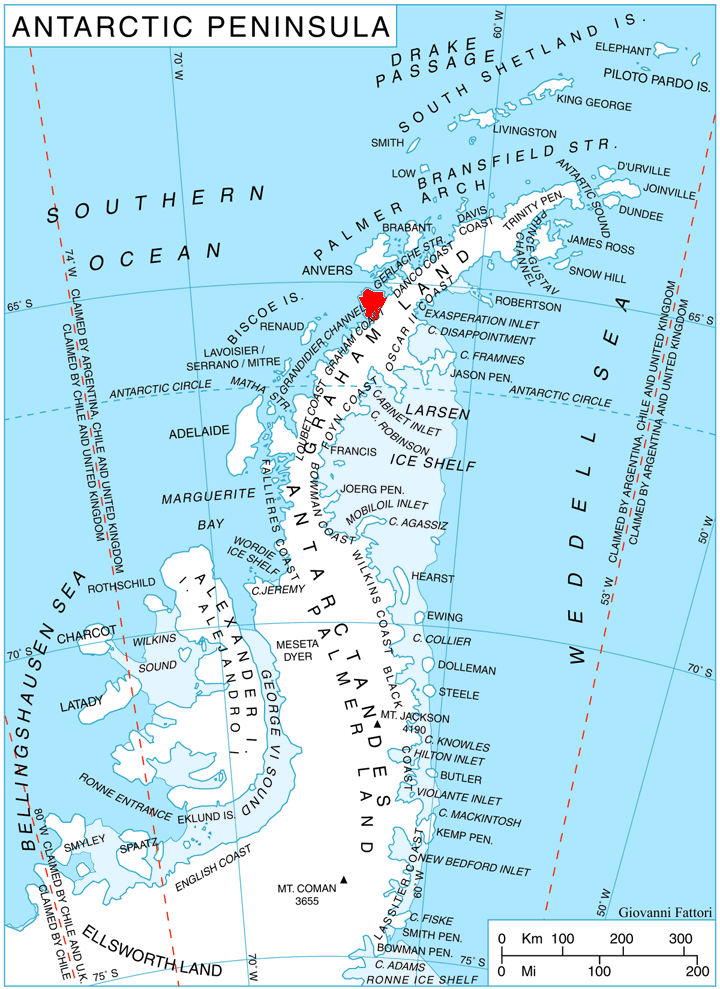

達蓋爾冰川（Daguerre Glacier），是南極洲的冰川，位於葛拉漢地的丹科海岸，處於基輔半島，最終注入洛藏灣，在1954年由阿根廷海軍命名，現時由南極條約體系管理。